# Playa de Santa Amalia

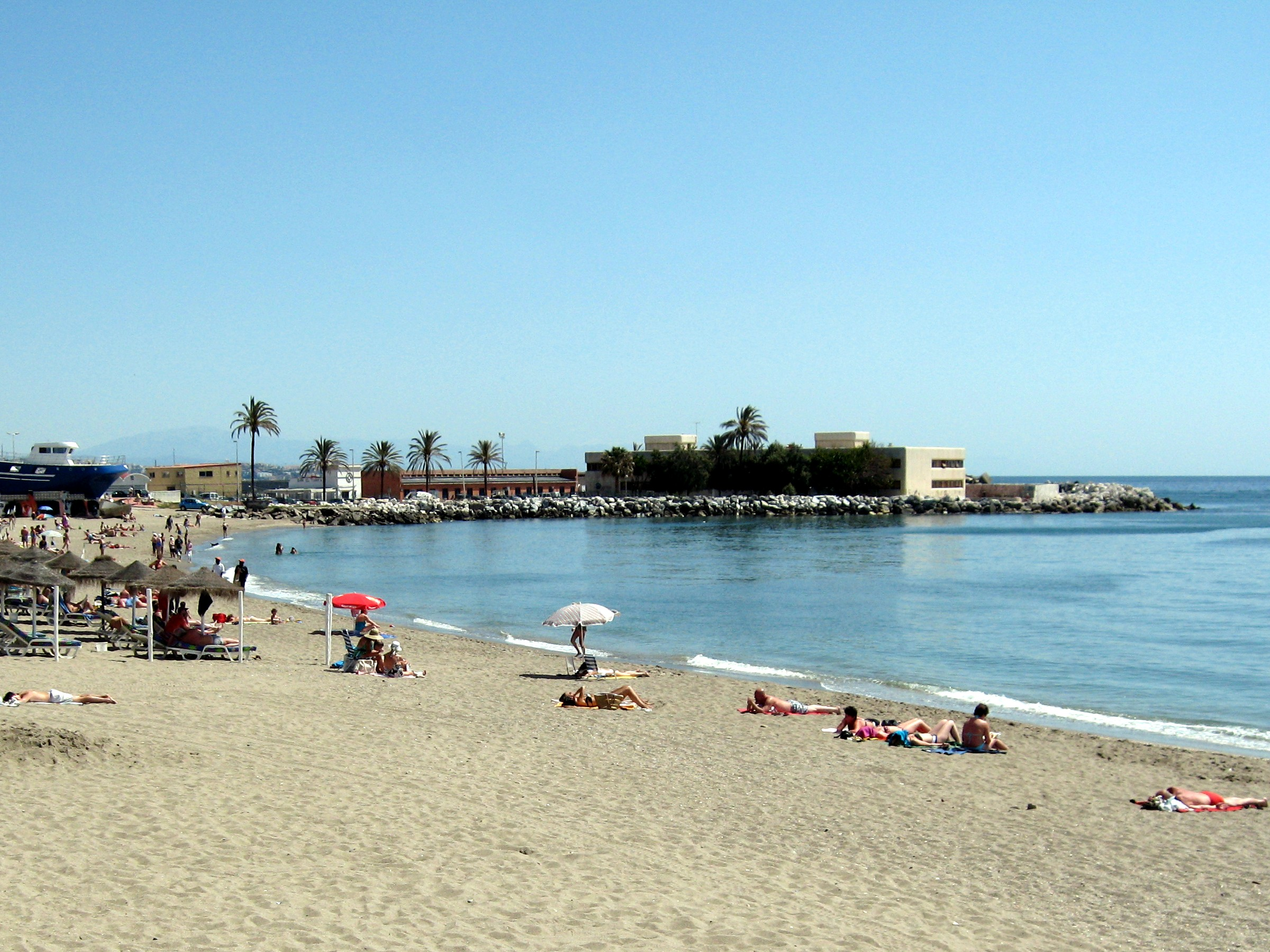
Playa de Santa Amalia.

La Playa de Santa Amalia es una playa de Fuengirola, en la Costa del Sol de la provincia de Málaga, Andalucía, España. Se trata de una playa urbana de arena oscura y aguas tranquilas situada en el centro de la ciudad, al sur del puerto de Fuengirola. Tiene unos 1.400 metros de longitud y unos 20 metros de anchura media y es accesible desde el paseo marítimo. Es una playa de con un nivel alto de ocupación y con los servicios propios de las playas urbanas.